# أحداث كنيسة العذراء بإمبابة
حريق كنيسة العذراء هو هجوم من قبل بعض الجماعات السلفية على كنيسة العذراء في شارع الوحدة بمنطقة إمبابة أحد أحياء محافظة الجيزة في مصر في مايو 2011. بدأت الأحداث بسريان إشاعة بأن فتاة قبطية أعلنت إسلامها وأنها محتجزة داخل كنيسة ماري مينا في شارع الأقصر، مطالبين بإخراجها، فخرج إليهم قساوسة الكنيسة مؤكدين أن الكنيسة لا تحتجز فتيات، لكنهم رفضوا الانصراف. وبدأت اشتباكات بين بعض المسيحيين وأعداد من السلفيين، قامت بتفريقها قوات من الجيش والشرطة، ولكنهم تجمعوا في شارع الوحدة العربية أمام كنيسة العذراء وأشعلوا فيها النار. أسفرت الأحداث عن وقوع بعض القتلى والمصابين. أحيل على خلفية تلك الأحداث 190 شخص للنيابة العامة. وأعيد ترميم كنيسة العذراء وإعادتها إلى رونقها وشكلها الطقسي على يد مهندسي شركة المقاولون العرب بإشراف القوات المسلحة المصرية.